# فرودگاه منطقه‌ای شروپورت
فرودگاه منطقه‌ای شروپورت (به انگلیسی: Shreveport Regional Airport) یک فرودگاه همگانی بهره‌برداری هوایی با کد یاتا SHV است که یک باند فرود آسفالت دارد و طول باند آن ۲۵۴۵ متر است. این فرودگاه در شهر شریوپورت کشور ایالات متحده آمریکا قرار دارد و در ارتفاع ۷۸٫۵ متری از سطح دریا واقع شده است.